# Vogtland Arena
Die Vogtland Arena (seit 2015 offiziell Sparkasse Vogtland Arena) ist eine Skisprunganlage am Schwarzberg in Klingenthal, Sachsen.

## Geschichte
Klingenthal bewarb sich als Austragungsort für die Olympischen Winterspiele im Jahre 1936. Als Teil dieser Bewerbung sollte eine Skisprungschanze am Nordhang des Schwarzberges errichtet werden, in etwa dort, wo heute die Vogtland Arena steht. Die ersten Entwürfe für das Projekt lieferte der Fabrikant Howard Willie Meisel am 13. März 1932. Er plante die Errichtung einer Großschanze, die eine Anlauflänge von 110 m und einen K-Punkt von 150 m besitzen sollte. Die „Böllerschanze“ wäre damit die bei weitem größte Schanze der Welt gewesen, da der Weltrekord im Jahr 1932 noch bei 82 Metern lag. Allerdings wurden die Olympischen Spiele an Garmisch-Partenkirchen vergeben und somit auch die Pläne wieder verworfen.
Erst im Mai des Jahres 1957 begann man in Klingenthal mit dem Bau einer Sprungschanze mit einem K-Punkt von 102 Metern. Die Große Aschbergschanze am Aschberg (auch „Asch“ genannt) wurde am 1. Februar 1959 eingeweiht. Am 26. September 1990 wurden der Anlaufturm und die Anlaufbahn aufgrund der Baufälligkeit der Schanze gesprengt. Damit gab es bis zum Bau der Vogtland Arena keine große Skisprunganlage mehr in Klingenthal.
Von 2003 bis 2005 wurde die Vogtland Arena errichtet und am 27. August 2006 im Rahmen des Sommer-Grand-Prix der Nordischen Kombination offiziell eingeweiht. Der erste Sprung fand bereits vor der offiziellen Eröffnung statt, Björn Kircheisen sprang am 21. Dezember 2005 hier 128 m. Der erste Wettkampf war im Februar 2006 die tschechische Meisterschaft im Skispringen und Anfang März 2006 wurde ein B-Weltcup der Nordischen Kombination ausgetragen, im September 2006 folgte ein Skisprung-Grand-Prix. Am 7. Februar 2007 übernahm der VSC Klingenthal einen ausgefallenen Wettbewerb des Skisprung-Weltcups von Harrachov, der somit der erste Winterwettbewerb der FIS im Skispringen in der Arena war. Auch im Sommer 2007 fand ein Wettbewerb des Skisprung-Grand-Prix statt. Im Januar 2008 wurde erstmals ein Weltcup der Nordischen Kombination in Klingenthal ausgerichtet. Zwischen 2009 und 2013 fanden in der Vogtland Arena vier Springen der FIS-Team-Tour statt. Im Jahr 2012 fiel das Springen der dritten FIS-Team-Tour in Klingenthal auf Grund zu starken Windes aus.

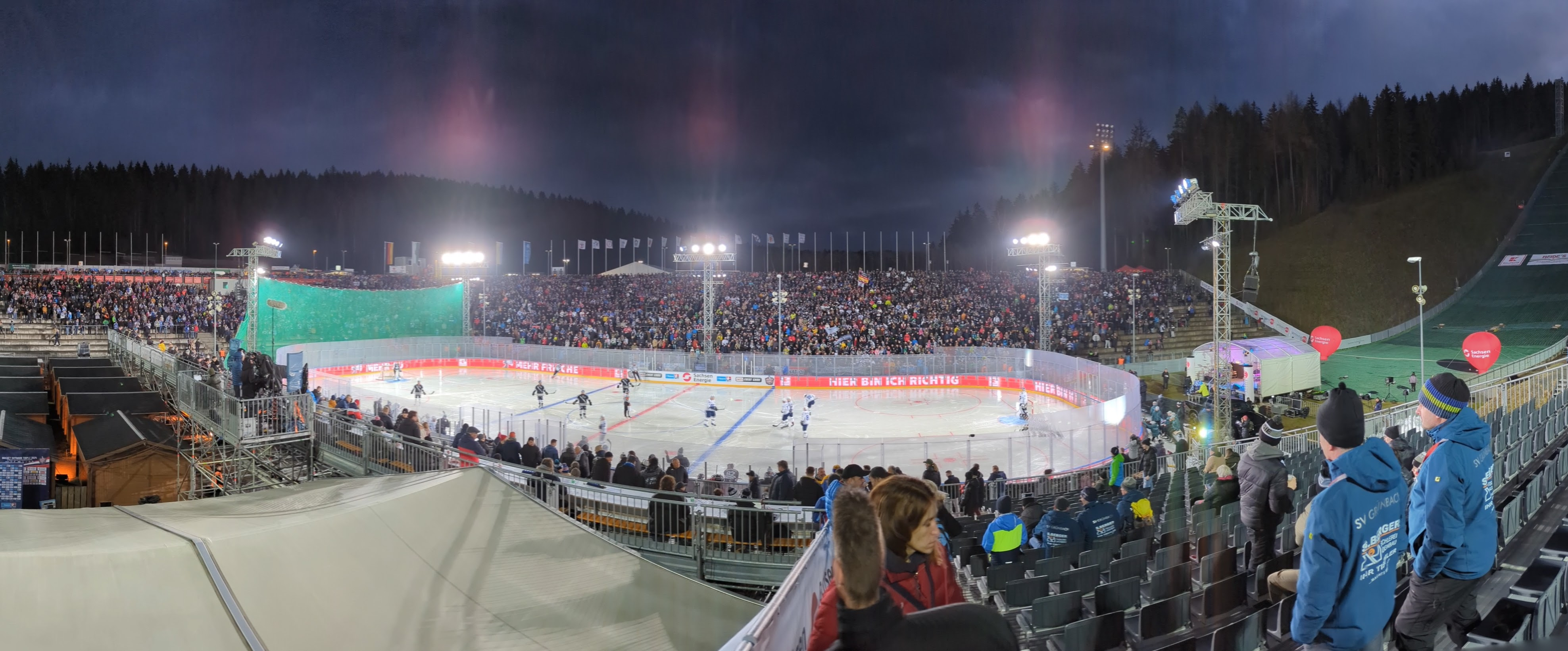
Hockey Outdoor Triple (Feb. 2024)

Zum ersten Mal seit der Saison 1994/95 fand in der Saison 2013/14 am 23. und 24. November 2013 die Saisoneröffnung nicht in Skandinavien statt, sondern in der Vogtland Arena. In den darauf folgenden Saisons war Klingenthal ebenfalls Austragungsort des Weltcup-Auftakts der Skispringer.
Seit 2015 fungiert die Sparkasse Vogtland als Namenssponsor der Schanze. Die Anlage heißt seither Sparkasse Vogtland Arena.
Mitte Februar 2024 wurden im Rahmen des Hockey Outdoor Triples drei Freiluft-Eishockeyspiele im Auslauf der Skisprungschanze ausgetragen. Beteiligt waren vier Mannschaften der DEL2 sowie zwei Mannschaften der tschechischen Extraliga.

## Entwicklung des Schanzenrekordes
Es folgt die Aufstellung über die Entwicklung des offiziellen Schanzenrekordes auf der Großschanze.
| Jahr | Name               | Weite   |
| ---- | ------------------ | ------- |
| 2006 | Radek Sekyra       | 089,0 m |
| 2006 | Michal Vlasek      | 114,0 m |
| 2006 | Lukas Havranek     | 117,0 m |
| 2006 | Petr Kutal         | 117,5 m |
| 2006 | Jiří Mazoch        | 132,0 m |
| 2006 | Jan Matura         | 137,5 m |
| 2006 | Jan Matura         | 143,0 m |
| 2006 | Sergei Maslennikow | 144,0 m |
| 2009 | Harri Olli         | 144,0 m |
| 2011 | Simon Ammann       | 145,0 m |
| 2011 | Michael Uhrmann    | 146,5 m |
| 2023 | Andreas Wellinger  | 146,5 m |
| 2023 | Gregor Deschwanden | 146,5 m |

## Fotos

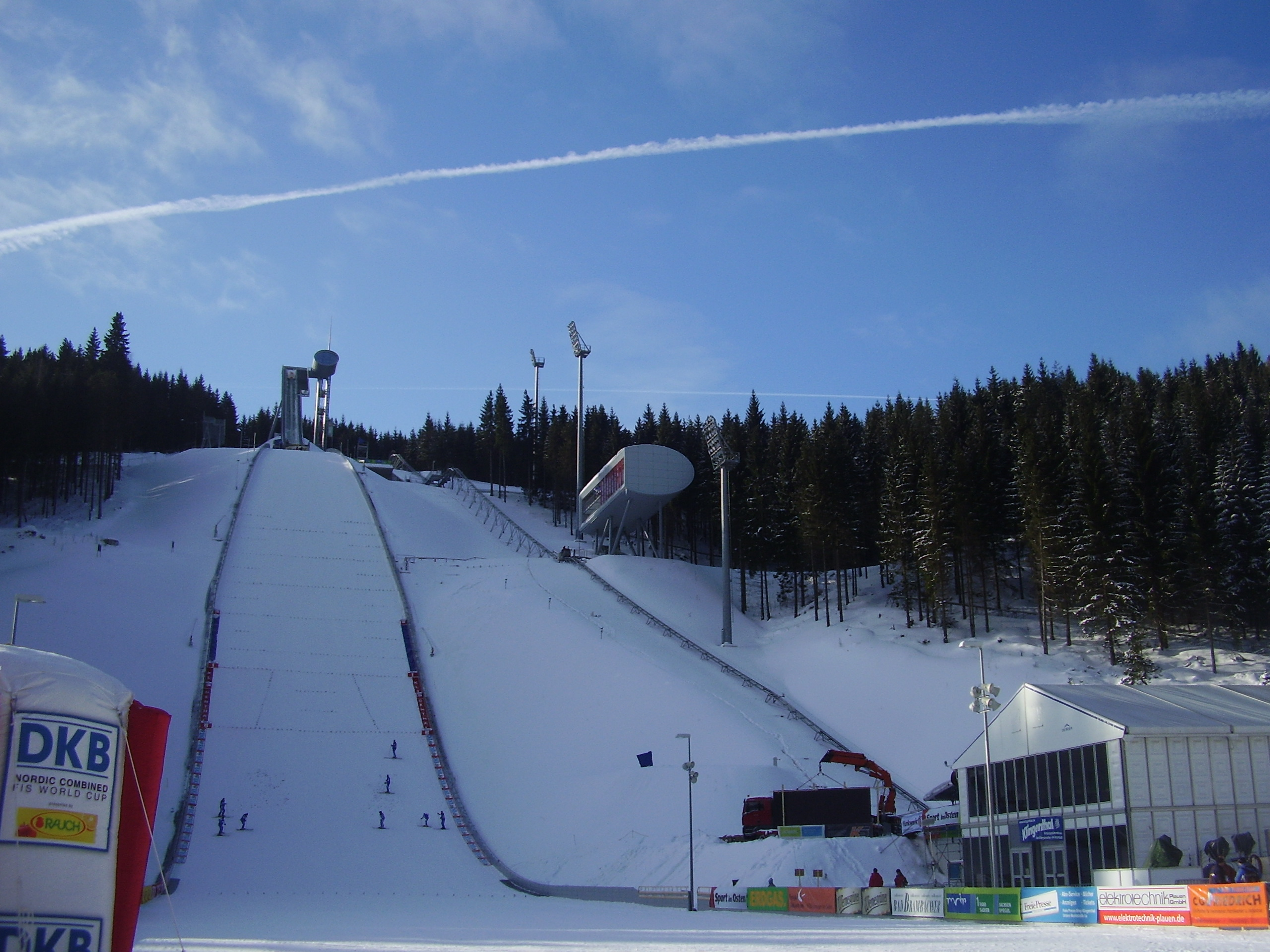
Die Schanze beim Weltcup der Nordischen Kombination 2009
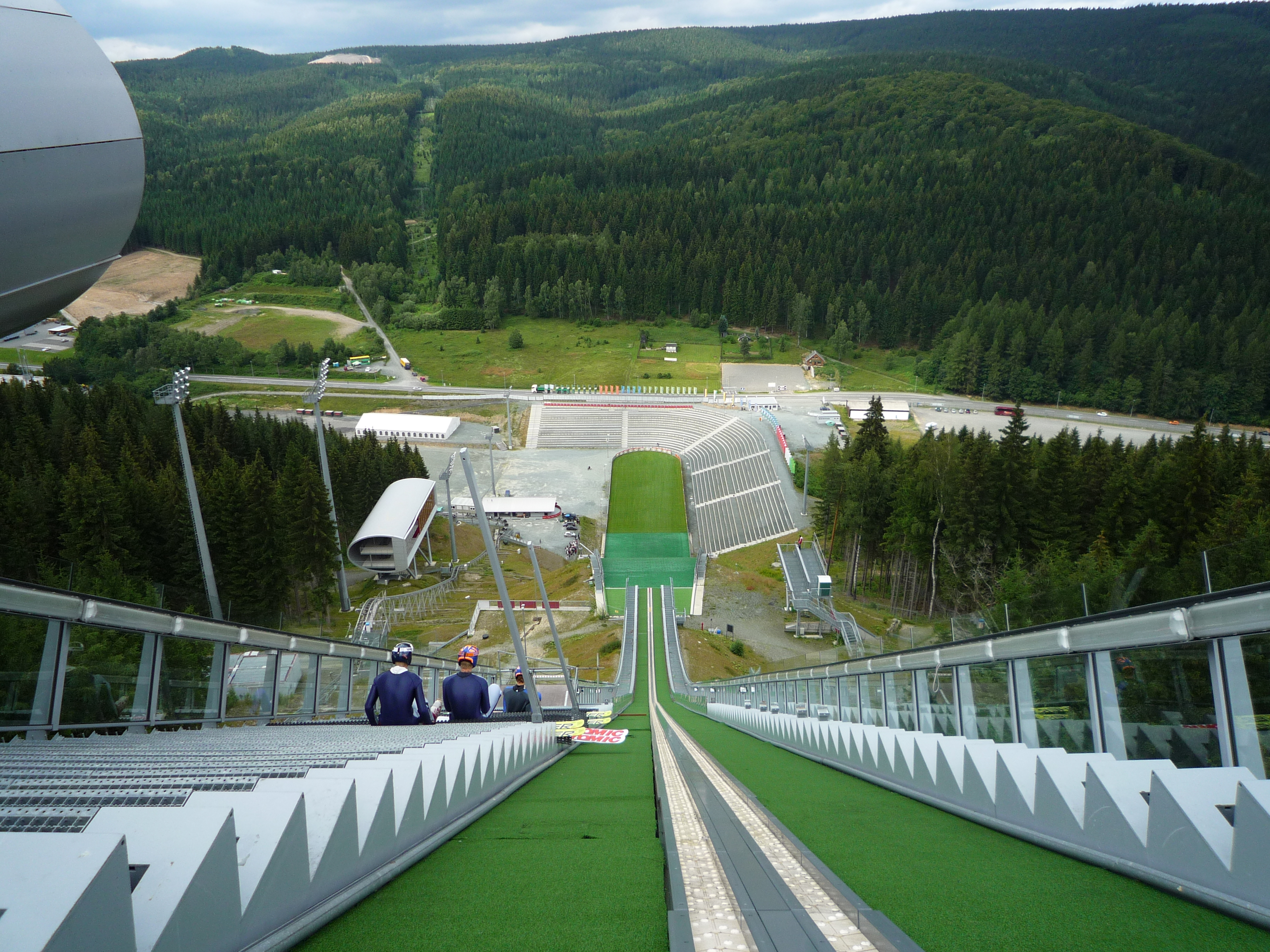
Anlauf
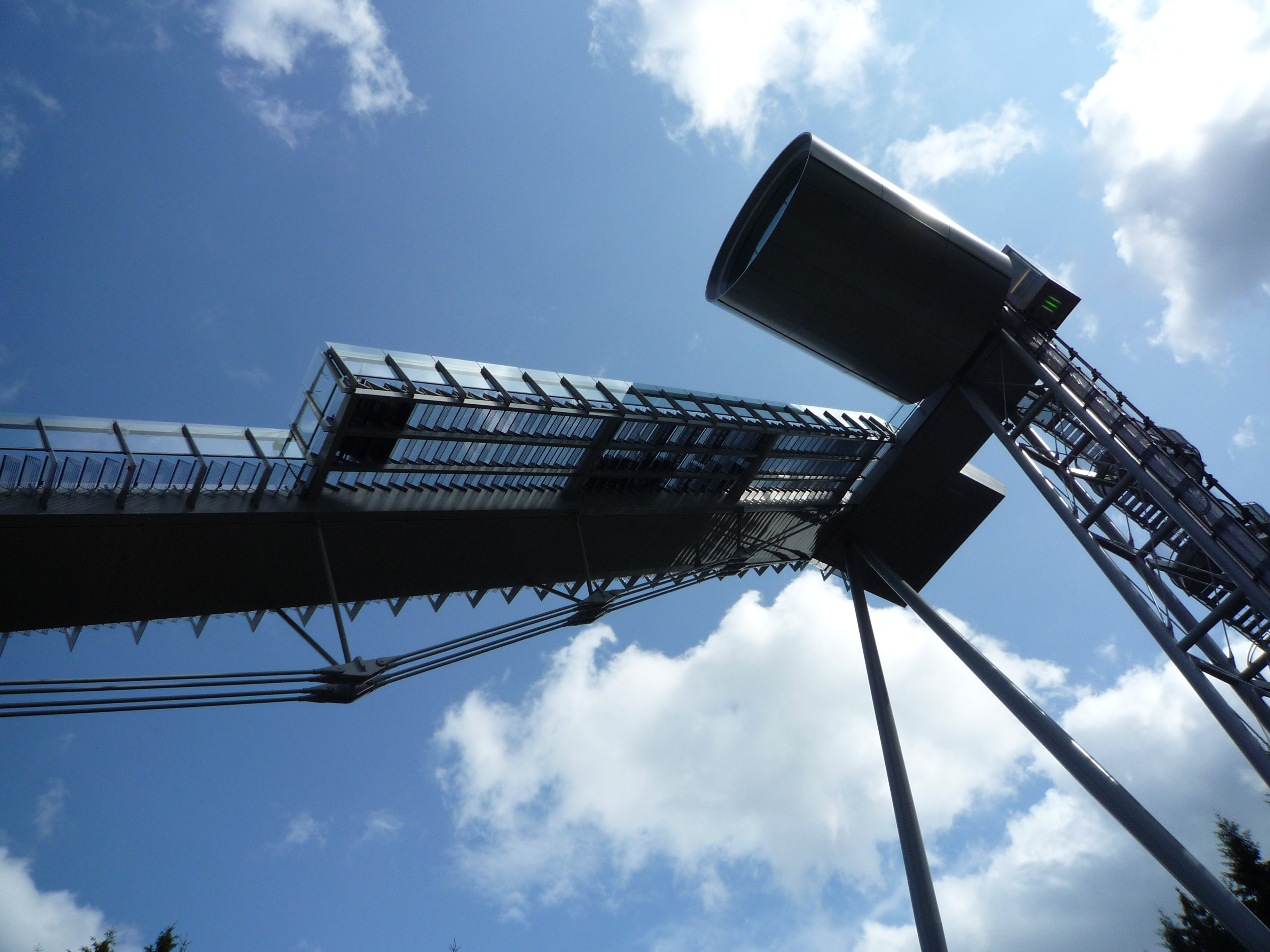
Moderne Architektur

## Internationale Wettbewerbe
Die folgende Übersicht enthält alle von der FIS organisierten Sprungwettbewerbe.
| Datum              | Kategorie          | Schanze | 1. Platz                                                                        | 2. Platz                                                                              | 3. Platz                                                                            |
| ------------------ | ------------------ | ------- | ------------------------------------------------------------------------------- | ------------------------------------------------------------------------------------- | ----------------------------------------------------------------------------------- |
| 30. September 2006 | Grand Prix         | HS140   | Adam Małysz                                                                     | Andreas Widhölzl                                                                      | Tami Kiuru                                                                          |
| 7. Februar 2007    | Weltcup            | HS140   | Gregor Schlierenzauer                                                           | Simon Ammann                                                                          | Adam Małysz                                                                         |
| 6. Oktober 2007    | Grand Prix         | HS140   | Gregor Schlierenzauer                                                           | Pawel Karelin                                                                         | Anders Jacobsen                                                                     |
| 3. Oktober 2008    | Grand Prix         | HS140   | Gregor Schlierenzauer                                                           | Simon Ammann                                                                          | Martin Koch                                                                         |
| 11. Februar 2009   | Weltcup            | HS140   | Gregor Schlierenzauer                                                           | Anders Jacobsen                                                                       | Wolfgang Loitzl                                                                     |
| 3. Oktober 2009    | Grand Prix         | HS140   | Gregor Schlierenzauer                                                           | Robert Kranjec                                                                        | Harri Olli                                                                          |
| 3. Februar 2010    | Weltcup            | HS140   | Simon Ammann                                                                    | Adam Małysz                                                                           | Gregor Schlierenzauer                                                               |
| 3. Oktober 2010    | Grand Prix         | HS140   | Kamil Stoch                                                                     | Thomas Morgenstern                                                                    | Gregor Schlierenzauer                                                               |
| 2. Februar 2011    | Weltcup            | HS140   | Kamil Stoch                                                                     | Thomas Morgenstern                                                                    | Simon Ammann                                                                        |
| 24. September 2011 | Continental Cup    | HS140   | Piotr Żyła                                                                      | Kim René Elverum Sorsell                                                              | Andrea Morassi                                                                      |
| 25. September 2011 | Continental Cup    | HS140   | Piotr Żyła                                                                      | Andreas Wank                                                                          | Kaarel Nurmsalu                                                                     |
| 3. Oktober 2011    | Grand Prix         | HS140   | Kamil Stoch                                                                     | Gregor Schlierenzauer                                                                 | Roman Koudelka                                                                      |
| 15. Februar 2012   | Weltcup            | HS140   | Wettkampf wegen starken Windes abgesagt                                         | Wettkampf wegen starken Windes abgesagt                                               | Wettkampf wegen starken Windes abgesagt                                             |
| 22. September 2012 | Continental Cup    | HS140   | Wolfgang Loitzl                                                                 | Lauri Asikainen                                                                       | Jan Matura                                                                          |
| 22. September 2012 | Continental Cup    | HS140   | Wolfgang Loitzl                                                                 | Karl Geiger                                                                           | Jakub Janda                                                                         |
| 3. Oktober 2012    | Grand Prix         | HS140   | Severin Freund                                                                  | Taku Takeuchi                                                                         | Thomas Morgenstern                                                                  |
| 13. Februar 2013   | Weltcup            | HS140   | Jaka Hvala                                                                      | Taku Takeuchi                                                                         | Gregor Schlierenzauer                                                               |
| 21. September 2013 | Continental Cup    | HS140   | Klemens Murańka                                                                 | Michail Maximotschkin                                                                 | Thomas Diethart                                                                     |
| 22. September 2013 | Continental Cup    | HS140   | Klemens Murańka                                                                 | Roberto Dellasega                                                                     | Peter Prevc                                                                         |
| 3. Oktober 2013    | Grand Prix         | HS140   | Andreas Wellinger                                                               | Andreas Kofler                                                                        | Janne Ahonen                                                                        |
| 23. November 2013  | Weltcup            | HS140   | SlowenienJurij Tepeš Robert Kranjec Jaka Hvala Peter Prevc                      | DeutschlandAndreas Wank Karl Geiger Andreas Wellinger Severin Freund                  | JapanDaiki Itō Reruhi Shimizu Noriaki Kasai Taku Takeuchi                           |
| 24. November 2013  | Weltcup            | HS140   | Krzysztof Biegun                                                                | Andreas Wellinger                                                                     | Jurij Tepeš                                                                         |
| 13. September 2014 | Continental Cup    | HS140   | Anže Lanišek                                                                    | Peter Prevc                                                                           | Markus Eisenbichler                                                                 |
| 14. September 2014 | Continental Cup    | HS140   | Jakub Wolny                                                                     | Peter Prevc                                                                           | Wolfgang Loitzl                                                                     |
| 4. Oktober 2014    | Grand Prix         | HS140   | Richard Freitag                                                                 | Roman Koudelka                                                                        | Rune Velta                                                                          |
| 22. November 2014  | Weltcup            | HS140   | DeutschlandMarkus Eisenbichler Richard Freitag Andreas Wellinger Severin Freund | JapanReruhi Shimizu Daiki Itō Noriaki Kasai Taku Takeuchi                             | NorwegenRune Velta Anders Jacobsen Anders Fannemel Anders Bardal                    |
| 23. November 2014  | Weltcup            | HS140   | Roman Koudelka                                                                  | Stefan Kraft                                                                          | Andreas Wellinger                                                                   |
| 3. Oktober 2015    | Continental Cup    | HS140   | Daniel-André Tande                                                              | Domen Prevc                                                                           | Dawid Kubacki                                                                       |
| 4. Oktober 2015    | Continental Cup    | HS140   | Domen Prevc                                                                     | Andreas Stjernen                                                                      | Maciej Kot                                                                          |
| 21. November 2015  | Weltcup            | HS140   | DeutschlandAndreas Wellinger Andreas Wank Richard Freitag Severin Freund        | SlowenienDomen Prevc Jurij Tepeš Anže Lanišek Peter Prevc                             | ÖsterreichMichael Hayböck Gregor Schlierenzauer Manuel Fettner Stefan Kraft         |
| 22. November 2015  | Weltcup            | HS140   | Daniel-André Tande                                                              | Peter Prevc                                                                           | Severin Freund                                                                      |
| 30. September 2016 | Continental Cup    | HS140   | Markus Eisenbichler                                                             | Stephan Leyhe                                                                         | Jan Ziobro                                                                          |
| 1. Oktober 2016    | Continental Cup    | HS140   | Jurij Tepeš                                                                     | Joacim Ødegård Bjøreng                                                                | Jan Ziobro                                                                          |
| 2. Oktober 2016    | Grand Prix         | HS140   | Maciej Kot                                                                      | Kamil Stoch                                                                           | Peter Prevc                                                                         |
| 3. Dezember 2016   | Weltcup            | HS140   | PolenPiotr Żyła Kamil Stoch Dawid Kubacki Maciej Kot                            | DeutschlandMarkus Eisenbichler Andreas Wellinger Richard Freitag Severin Freund       | ÖsterreichMichael Hayböck Stefan Kraft Andreas Kofler Manuel Fettner                |
| 4. Dezember 2016   | Weltcup            | HS140   | Domen Prevc                                                                     | Daniel-André Tande                                                                    | Stefan Kraft                                                                        |
| 30. September 2017 | Continental Cup    | HS140   | Joachim Hauer                                                                   | Tilen Bartol                                                                          | Domen Prevc                                                                         |
| 1. Oktober 2017    | Continental Cup    | HS140   | Tilen Bartol                                                                    | Timi Zajc                                                                             | Joachim Hauer                                                                       |
| 3. Oktober 2017    | Grand Prix         | HS140   | Dawid Kubacki                                                                   | Andreas Wellinger                                                                     | Johann André Forfang                                                                |
| 24. Februar 2018   | Continental Cup    | HS140   | Marius Lindvik                                                                  | Philipp Aschenwald                                                                    | Jakub Wolny                                                                         |
| 25. Februar 2018   | Continental Cup    | HS140   | Marius Lindvik                                                                  | Jakub Wolny                                                                           | Anže Lanišek                                                                        |
| 29. September 2018 | Continental Cup    | HS140   | Dmitri Wassiljew                                                                | Žak Mogel                                                                             | David Siegel                                                                        |
| 30. September 2018 | Continental Cup    | HS140   | Aleksander Zniszczoł                                                            | Ulrich Wohlgenannt                                                                    | Andreas Wank                                                                        |
| 3. Oktober 2018    | Grand Prix, Frauen | HS140   | Wettkampf wegen starken Windes abgesagt                                         | Wettkampf wegen starken Windes abgesagt                                               | Wettkampf wegen starken Windes abgesagt                                             |
| 3. Oktober 2018    | Grand Prix, Männer | HS140   | Wettkampf wegen starken Windes abgesagt                                         | Wettkampf wegen starken Windes abgesagt                                               | Wettkampf wegen starken Windes abgesagt                                             |
| 6. Januar 2019     | Continental Cup    | HS140   | Tilen Bartol                                                                    | Andreas Granerud Buskum                                                               | Marius Lindvik Pius Paschke                                                         |
| 6. Januar 2019     | Continental Cup    | HS140   | Moritz Baer                                                                     | Žak Mogel                                                                             | Marius Lindvik                                                                      |
| 28. September 2019 | Continental Cup    | HS140   | Domen Prevc                                                                     | Klemens Murańka                                                                       | MacKenzie Boyd-Clowes                                                               |
| 29. September 2019 | Continental Cup    | HS140   | Domen Prevc                                                                     | Klemens Murańka                                                                       | MacKenzie Boyd-Clowes                                                               |
| 5. Oktober 2019    | Grand Prix         | HS140   | Anže Lanišek                                                                    | Marius Lindvik                                                                        | Piotr Żyła                                                                          |
| 14. Dezember 2019  | Weltcup            | HS140   | Chiara Hölzl                                                                    | Ema Klinec                                                                            | Katharina Althaus                                                                   |
| 14. Dezember 2019  | Weltcup            | HS140   | PolenPiotr Żyła Jakub Wolny Kamil Stoch Dawid Kubacki                           | ÖsterreichPhilipp Aschenwald Gregor Schlierenzauer Michael Hayböck Stefan Kraft       | JapanYukiya Satō Daiki Itō Junshirō Kobayashi Ryōyū Kobayashi                       |
| 15. Dezember 2019  | Weltcup            | HS140   | Ryōyū Kobayashi                                                                 | Stefan Kraft                                                                          | Marius Lindvik                                                                      |
| 18. Januar 2020    | Continental Cup    | HS140   | Stefan Huber                                                                    | Žiga Jelar                                                                            | Robin Pedersen                                                                      |
| 19. Januar 2020    | Continental Cup    | HS140   | Robin Pedersen                                                                  | Clemens Aigner                                                                        | Stefan Huber                                                                        |
| 26. September 2020 | Continental Cup    | HS140   | Wettkampf wegen der COVID-19-Pandemie abgesagt                                  | Wettkampf wegen der COVID-19-Pandemie abgesagt                                        | Wettkampf wegen der COVID-19-Pandemie abgesagt                                      |
| 27. September 2020 | Continental Cup    | HS140   | Wettkampf wegen der COVID-19-Pandemie abgesagt                                  | Wettkampf wegen der COVID-19-Pandemie abgesagt                                        | Wettkampf wegen der COVID-19-Pandemie abgesagt                                      |
| 3. Oktober 2020    | Grand Prix, Frauen | HS140   | Wettkampf wegen der COVID-19-Pandemie abgesagt                                  | Wettkampf wegen der COVID-19-Pandemie abgesagt                                        | Wettkampf wegen der COVID-19-Pandemie abgesagt                                      |
| 3. Oktober 2020    | Grand Prix, Männer | HS140   | Wettkampf wegen der COVID-19-Pandemie abgesagt                                  | Wettkampf wegen der COVID-19-Pandemie abgesagt                                        | Wettkampf wegen der COVID-19-Pandemie abgesagt                                      |
| 6. Februar 2021    | Weltcup            | HS140   | Halvor Egner Granerud                                                           | Kamil Stoch                                                                           | Bor Pavlovčič                                                                       |
| 7. Februar 2021    | Weltcup            | HS140   | Halvor Egner Granerud                                                           | Bor Pavlovčič                                                                         | Markus Eisenbichler                                                                 |
| 13. Februar 2021   | Continental Cup    | HS140   | Markus Schiffner                                                                | Cene Prevc                                                                            | Manuel Fettner                                                                      |
| 14. Februar 2021   | Continental Cup    | HS140   | Markus Schiffner                                                                | Cene Prevc                                                                            | Manuel Fettner                                                                      |
| 25. September 2021 | Continental Cup    | HS140   | Timon-Pascal Kahofer                                                            | Lovro Kos                                                                             | Manuel Fettner                                                                      |
| 26. September 2021 | Continental Cup    | HS140   | Manuel Fettner                                                                  | Jakub Wolny                                                                           | Lovro Kos                                                                           |
| 2. Oktober 2021    | Grand Prix, Frauen | HS140   | Marita Kramer                                                                   | Urša Bogataj                                                                          | Sara Takanashi                                                                      |
| 2. Oktober 2021    | Grand Prix, Männer | HS140   | Ryōyū Kobayashi                                                                 | Halvor Egner Granerud                                                                 | Johann André Forfang                                                                |
| 10. Dezember 2021  | Weltcup            | HS140   | Marita Kramer                                                                   | Silje Opseth                                                                          | Urša Bogataj                                                                        |
| 11. Dezember 2021  | Weltcup            | HS140   | Marita Kramer                                                                   | Silje Opseth                                                                          | Katharina Althaus                                                                   |
| 11. Dezember 2021  | Weltcup            | HS140   | Stefan Kraft                                                                    | Halvor Egner Granerud                                                                 | Kamil Stoch                                                                         |
| 12. Dezember 2021  | Weltcup            | HS140   | Ryōyū Kobayashi                                                                 | Daniel-André Tande                                                                    | Marius Lindvik                                                                      |
| 24. September 2022 | Continental Cup    | HS140   | Sondre Ringen                                                                   | Michael Hayböck                                                                       | Kristoffer Eriksen Sundal                                                           |
| 25. September 2022 | Continental Cup    | HS140   | Michael Hayböck                                                                 | Sondre Ringen                                                                         | Anders Fannemel                                                                     |
| 1. Oktober 2022    | Grand Prix         | HS140   | NorwegenSilje Opseth Marius Lindvik Thea Minyan Bjørseth Daniel-André Tande     | DeutschlandSelina Freitag Andreas Wellinger Katharina Althaus Karl Geiger             | SlowenienEma Klinec Timi Zajc Urša Bogataj Anže Lanišek                             |
| 2. Oktober 2022    | Grand Prix, Frauen | HS140   | Urša Bogataj                                                                    | Ema Klinec                                                                            | Selina Freitag                                                                      |
| 2. Oktober 2022    | Grand Prix, Männer | HS140   | Dawid Kubacki                                                                   | Ryōyū Kobayashi                                                                       | Daniel-André Tande                                                                  |
| 11. Februar 2023   | Continental Cup    | HS140   | Sondre Ringen                                                                   | Benjamin Østvold                                                                      | Justin Lisso                                                                        |
| 12. Februar 2023   | Continental Cup    | HS140   | Jewhen Marussjak                                                                | Remo Imhof                                                                            | Benjamin Østvold                                                                    |
| 23. September 2023 | Continental Cup    | HS140   | Domen Prevc                                                                     | Clemens Leitner                                                                       | Pius Paschke                                                                        |
| 24. September 2023 | Continental Cup    | HS140   | Lovro Kos                                                                       | Benjamin Østvold                                                                      | Pius Paschke                                                                        |
| 7. Oktober 2023    | Grand Prix, Frauen | HS140   | Ema Klinec                                                                      | Nika Križnar                                                                          | Jacqueline Seifriedsberger                                                          |
| 7. Oktober 2023    | Grand Prix, Männer | HS140   | Manuel Fettner                                                                  | Dawid Kubacki                                                                         | Daniel Tschofenig                                                                   |
| 8. Oktober 2023    | Grand Prix         | HS140   | DeutschlandSelina Freitag Martin Hamann Katharina Schmid Andreas Wellinger      | JapanSara Takanashi Ren Nikaidō Yūki Itō Ryōyū Kobayashi                              | ÖsterreichMarita Kramer Daniel Tschofenig Jacqueline Seifriedsberger Manuel Fettner |
| 9. Dezember 2023   | Weltcup            | HS140   | Karl Geiger                                                                     | Stefan Kraft                                                                          | Ryōyū Kobayashi                                                                     |
| 10. Dezember 2023  | Weltcup            | HS140   | Karl Geiger                                                                     | Gregor Deschwanden                                                                    | Andreas Wellinger                                                                   |
| 5. Oktober 2024    | Grand Prix         | HS140   | Katharina Schmid                                                                | Eirin Maria Kvandal                                                                   | Yūki Itō                                                                            |
| 5. Oktober 2024    | Grand Prix         | HS140   | Marius Lindvik                                                                  | Timi Zajc                                                                             | Halvor Egner Granerud                                                               |
| 6. Oktober 2024    | Grand Prix         | HS140   | DeutschlandSelina Freitag Pius Paschke Katharina Schmid Andreas Wellinger       | NorwegenThea Minyan Bjørseth Halvor Egner Granerud Eirin Maria Kvandal Marius Lindvik | ÖsterreichLisa Eder Jan Hörl Jacqueline Seifriedsberger Daniel Tschofenig           |